# Subotičke
Subotičke, tjednik iz Subotice na srpskom jeziku.
Uredništvo su činili glavni i odgovorni urednik: Petar Petrović, urednik tjednika Subotičke Dragica Pavlović, a ostatak uredništva bili su Eva Bačlija, Marta Bašić Palković, Zlatko Jovanov, Katarina Korponaić, Slavica Mamužić, Tatjana Mandić, Mihalj Novak, Zlatko Romić, Nikola Stantić, Stipan Stipančević, Marija Šarović, Natalija Trbović Toljagić i Radmila Vukadin. Uredništvo se nalazilo na adresi Subotica, Korzo 10/a. Tiskala ih je Politika N.M. Bile su dio novosadskog Dnevnika. Imale su rubrike Otvoreno, Od petka do petka, O tome se govori, Feljton, Grad, Oni dolaze, Mozaik, Zabava, Šport, Arhiv i Oglase.